# AS Dragon (Tahiti)
Pour les articles homonymes, voir AS Dragon et Association sportive Dragon.
Maillots
L'association sportive Dragon est un club de football polynésien basé à Papeete, au nord-ouest de Tahiti.
L'AS Dragon compte à son palmarès trois championnats de Polynésie française, ainsi que trois victoires en Coupes de Polynésie française en 1997, 2001 et 2004. Le club participe aussi régulièrement à la Coupe de France de football.
Le titre de champion obtenu en 2012 lui permet de participer pour la première fois de son histoire à la Ligue des champions de l'OFC 2012-2013.
L'AS Dragon dispute ses rencontres à domicile au Stade Pater.

## Palmarès
- Championnat de Polynésie française (3) :
  - Champion : 2012, 2013,  2017

- Coupe de Polynésie française (6) :
  - Vainqueur : 1997, 2001, 2013, 2016, 2018 et 2024
  - Finaliste : 1988, 1996, 2006, 2010, 2011 et 2014